# Сент-Пол (Вірджинія)
Сент-Пол (англ. St. Paul) — місто (англ. town) в США, в округах Вайз і Расселл штату Вірджинія. Населення — 866 осіб (2020).

## Географія
Сент-Пол розташований за координатами 36°54′26″ пн. ш. 82°18′57″ зх. д. / 36.90722° пн. ш. 82.31583° зх. д. (36.907095, -82.315923).  За даними Бюро перепису населення США в 2010 році місто мало площу 3,58 км², з яких 3,45 км² — суходіл та 0,13 км² — водойми.

## Демографія
Згідно з переписом 2010 року, у місті мешкало 970 осіб у 432 домогосподарствах у складі 281 родини. Густота населення становила 271 особа/км².  Було 475 помешкань (133/км²).
Расовий склад населення:
| - 94,6 % — білих - 1,4 % — чорних або афроамериканців - 0,3 % — корінних американців - 0,1 % — азіатів - 1,9 % — осіб інших рас |

До двох чи більше рас належало 1,6 %. Частка іспаномовних становила 2,9 % від усіх жителів.
За віковим діапазоном населення розподілялося таким чином: 21,1 % — особи молодші 18 років, 61,4 % — особи у віці 18—64 років, 17,5 % — особи у віці 65 років та старші. Медіана віку мешканця становила 44,8 року. На 100 осіб жіночої статі у місті припадало 90,6 чоловіків;  на 100 жінок у віці від 18 років та старших — 88,4 чоловіків також старших 18 років.
Середній дохід на одне домашнє господарство  становив 55 739 доларів США (медіана — 44 643), а середній дохід на одну сім'ю — 65 976 доларів (медіана — 54 500). Медіана доходів становила 48 295 доларів для чоловіків та 34 904 долари для жінок. За межею бідності перебувало 21,0 % осіб, у тому числі 44,0 % дітей у віці до 18 років та 15,2 % осіб у віці 65 років та старших.
Цивільне працевлаштоване населення становило 477 осіб. Основні галузі зайнятості: освіта, охорона здоров'я та соціальна допомога — 28,5 %, роздрібна торгівля — 16,6 %, науковці, спеціалісти, менеджери — 10,5 %, публічна адміністрація — 10,1 %.